# Étienne-Paschal Taché
Sir Étienne-Paschal Taché (Saint-Thomas, 5 de setembro de 1795 – Montmagny, 30 de julho de 1865) foi um médico e proeminente político canadense, considerado um dos Pais da Confederação do Canadá.

## Biografia
Taché pertencia a uma proeminente família franco-canadense que havia enriquecido na época da Nova França, porém perdido grandes quantias durante a Guerra dos Sete Anos. Seus pais, Charles Taché e Geneviève Michon, tiveramdez filhos e os criaram com uma renda muito pequena vinda do aluguel de um posto de comércio compartilhado por Charles e um de seus irmãos.
Ele estudou no Seminário de Quebec, porém largou seus estudos aos dezessete anos e juntou-se à milícia colonial quando a Guerra de 1812 começou. Taché participou de várias batalhas e alcançou a patente de tenente. Ele começou a estudar medicina durante a guerra enquanto servia como oficial, completando seus estudos na Filadélfia, Estados Unidos, em 1819. Taché então trabalhou como médico até 1841, casando-se nesse meio tempo em 1820 com Sophie Baucher, com quem teve quinze filhos.
Taché era um Patriota fervoroso, porém não participou militarmente das Rebeliões de 1837 contra o governo colonial britânico. Ele, junto com seus compatriotas Augustin-Norbert Morin, Louis-Hippolyte LaFontaine e George-Étienne Cartier, ficaram mais dispostos a encontrar um meio termo com os canadenses anglófonos depois das colonias do Canadá Inferior e Canadá Superior terem sido unidas em 1841 na Província do Canadá. Taché foi eleito para nova assembleia legislativa em 1841 e cinco anos depois tornou-se vice adjunto da milícia do Canadá Oriental, ficando responsável por sua reorganização.
Ele tornou-se conselheiro executivo e comissário de obras públicadas em 1848. Em janeiro de 1855, Taché formou um ministério com Allan MacNab, tornando-se assim o Primeiro-ministro do Canadá Oriental. Ele renunciou da posição em 1857 por motivos de saúde, porém permaneceu como conselheiro legislativo. Depois disso ele foi feito cavaleiro, nomeado coronel honorário do Exército Britânico e ajudante de campo da rainha Vitória.
Taché voltou para a política em 1864 em meio a uma crise política. Ele formou um governo de coligação junto com John A. Macdonald, porém este caiu menos de um mês depois. Taché continuou como primeiro-ministro e nesta função presidiu a Conferência de Quebec, em que defendeu uma confederação das colônias britânicas da América do Norte. Entretanto, Taché morreu aos 69 anos de idade em 1865 antes de poder ver a Confederação Canadense finalizada.